# Liste des souverains des Pays-Bas
« Reine des Pays-Bas » redirige ici.  Pour les époux des souverains néerlandais, voir Liste des reines et princes consorts des Pays-Bas.
Les Pays-Bas actuels sont une monarchie depuis le début du XIXe siècle. 
Ils sont issus de la république des Sept Provinces Unies des Pays-Bas, ou Provinces-Unies, qui a existé de la fin du XVIe à la fin du XVIIIe siècles, établie de facto dans les années 1581-1585 par l'acte de La Haye (26 juillet 1581), qui privait Philippe II, roi d'Espagne et souverain des dix-sept provinces des Pays-Bas, de tous ses droits sur ces provinces, après douze années d'une guerre commencée en 1568 sous la direction de Guillaume d'Orange (« Guillaume le Taciturne »). La sécession des Provinces-Unies est reconnue par les rois d'Espagne en 1648 (traité de Münster). 
Les dix autres provinces, que l'armée espagnole réussit à conserver ou à reconquérir (prise d'Anvers, 1585), deviennent alors les Pays-Bas espagnols, puis après leur transfert à la maison d'Autriche en 1714, les Pays-Bas autrichiens.  
La république des Provinces-Unies disparaît à l'époque de la Révolution française, devenant la République batave, puis le royaume de Hollande sous Napoléon. 
En 1815, le congrès de Vienne regroupe dans l'éphémère royaume uni des Pays-Bas (1815-1830) les Provinces-Unies et les Pays-Bas autrichiens, de 1789, ainsi que la principauté de Liège. 
En 1830, à la  Révolution belge, les provinces du sud, majoritairement catholiques et pour une large part francophones, font sécession et forment le royaume de Belgique, et les provinces du nord deviennent le royaume des Pays-Bas actuel.

## République des Provinces-Unies (1581-1795)
Pendant la République des Provinces-Unies, la souveraineté est exercée par Leurs Hautes Puissances Messeigneurs les États généraux des Provinces-Unies des Pays-Bas, composés des délégués des États provinciaux. Le grand-pensionnaire en était le président de fait et le premier personnage de l'État aux yeux des puissances étrangères. Le stathouder de Hollande et Zélande, capitaine général et gouverneur de la plus puissante des provinces et les stathouders des autres provinces, sont des fonctionnaires militaires nommés par les États généraux. Le gouvernorat est une fonction particulière à chaque province, qui reste libre de ne pas choisir le même titulaire que la voisine.
La fonction de stathouder est vacante de 1650 à 1672 et fut supprimée de 1702 à 1747. Après cette date elle fut réintroduite et devient commune à l'ensemble de la république. Cette fonction a souvent été attribuée à des membres de la maison d'Orange-Nassau. Les stathouders sont nommés au service de la République des Sept Pays-Bas unis et n'y exercent aucune souveraineté.

## Royaume de Hollande (1806-1810)
En 1795, les Provinces-Unies sont remplacées par la République batave (1795-1806), sous la protection de la Première République française (1792-1804), tandis que les Pays-Bas autrichiens sont annexés à la France. 
Dans le cadre du système instauré par l'empereur des Français Napoléon Ier, la République batave devient en 1806 le royaume de Hollande, et est confié à Louis Bonaparte, un de ses quatre frères.
| Portrait                       | Nom                                                     | Règne                                            | Notes | Armoiries |
| ------------------------------ | ------------------------------------------------------- | ------------------------------------------------ | --- | --------- |
|                                | Louis-Napoléon Ier (2 septembre 1778 - 25 juillet 1846) | 5 juin 1806 - 1er juillet 1810 4 ans et 26 jours | Frère de Napoléon Bonaparte, fils de Charles Bonaparte et de Maria Letizia Ramolino, et le père de Napoléon III.                                         |           |
|                                | Louis-Napoléon II (18 décembre 1804 - 17 mars 1831)     | 1er juillet 1810 - 13 juillet 1810 12 jours      | Deuxième fils de Louis Bonaparte et d'Hortense de Beauharnais, frère aîné de Napoléon III. Il est le dernier roi de Hollande avant l'annexion française. |           |
| Annexion française (1810-1814) |                                                         |                                                  | |           |

## Royaume des Pays-Bas (depuis 1815)
Depuis le Congrès de Vienne de 1815, les Pays-Bas sont une monarchie constitutionnelle, dont le chef d'État est soit un roi, soit une reine. Ci-dessous est présentée la liste des reines et rois des Pays-Bas par ordre chronologique :

### Maison d'Orange-Nassau
| Portrait | Nom                                                | Règne                                                          | Notes | Armoiries |
| -------- | -------------------------------------------------- | -------------------------------------------------------------- | --- | --------- |
|          | Guillaume Ier (24 août 1772 - 12 décembre 1843)    | 15 mars 1815 - 7 octobre 1840 25 ans, 6 mois et 22 jours       | Fils du stathouder Guillaume V d'Orange-Nassau. Premier roi des Pays-Bas et grand-duc de Luxembourg. |           |
|          | Guillaume II (6 décembre 1792 - 17 mars 1849)      | 7 octobre 1840 - 17 mars 1849 8 ans, 5 mois et 10 jours        | Fils de Guillaume Ier. |           |
|          | Guillaume III (19 février 1817 - 23 novembre 1890) | 17 mars 1849 - 23 novembre 1890 41 ans, 8 mois et 6 jours      | Fils de Guillaume II. Sa fille hérite des Pays-Bas tandis que le Grand-Duché de Luxembourg, où l'hérédité était exclusivement masculine, passe à Adolphe de Nassau.                                                                                                 |           |
|          | Wilhelmine (31 août 1880 - 28 novembre 1962)       | 23 novembre 1890 - 4 septembre 1948 57 ans, 9 mois et 12 jours | Fille de Guillaume III. Ses trois demi-frères aînés, issus d'un premier mariage de son père, étant morts prématurément elle hérite du trône. Elle demeure sous la régence de sa mère, la reine Emma, de 1890 à 1898. Abdique en faveur de sa fille Juliana en 1948. |           |
|          | Juliana (30 avril 1909 - 20 mars 2004)             | 6 septembre 1948 - 30 avril 1980 31 ans, 7 mois et 24 jours    | Fille unique de Wilhemine. Elle monte sur le trône à la suite de l'abdication de sa mère en 1948. Elle abdique à son tour en faveur de sa fille Beatrix en 1980. |           |
|          | Beatrix (née le 31 janvier 1938)                   | 30 avril 1980 - 30 avril 2013 33 ans                           | Fille de Juliana. Elle monte sur le trône à la suite de l'abdication de sa mère en 1980. Elle est la troisième reine consécutive à régner sur les Pays-Bas. Elle abdique à son tour en faveur de son fils Guillaume-Alexandre.                                      |           |
|          | Guillaume-Alexandre (né le 27 avril 1967)          | Depuis le 30 avril 2013 12 ans, 3 mois et 10 jours             | Fils de Beatrix. Il monte sur le trône à la suite de l'abdication de sa mère le 30 avril 2013. Il est le premier roi à régner sur les Pays-Bas depuis 123 ans. |           |

### Généalogie
- Guillaume Ier des Pays-Bas (1772-1843) 
 ∞ Wilhelmine de Prusse (1774-1837)
  -  Guillaume II des Pays-Bas (1792-1849) 
∞ Anne Pavlovna de Russie (1795-1865)
    -  Guillaume III des Pays-Bas (1817-1890) 
 ∞ Emma de Waldeck-Pyrmont (1858-1934)
      -  Wilhelmine des Pays-Bas (1880-1962)
 ∞ Henri de Mecklembourg-Schwerin (1876-1934) 
        -  Juliana des Pays-Bas (1909-2004) 
 ∞ Bernhard de Lippe-Biesterfeld (1911-2004)
          -  Beatrix des Pays-Bas (1938) 
 ∞ Claus von Amsberg (1926-2002)
            -  Guillaume-Alexandre des Pays-Bas (1967) 
 ∞ Máxima Zorreguieta Cerruti (1971)
              -  Catharina-Amalia des Pays-Bas (2003)

 : roi ou reine des Pays-Bas (en titre).
 : héritier de la couronne.

## Généalogies des souverains des Pays-Bas du Nord
- Charles Quint
  -  Philippe II d'Espagne

- Louis Ier des Pays-Bas
  -  Louis II des Pays-Bas

- Guillaume Ier des Pays-Bas
  -  Guillaume II des Pays-Bas
    -  Guillaume III des Pays-Bas
      -  Wilhelmine des Pays-Bas
        -  Juliana des Pays-Bas
          -  Beatrix des Pays-Bas
            -  Willem-Alexander des Pays-Bas

## Modification récente de la règle de succession
Les Pays-Bas ont adopté récemment, comme les monarchies suédoise et belge, une nouvelle règle de dévolution du trône, qui revient à l'aîné des enfants, sans distinction de sexe (primogéniture absolue). 
Auparavant, la succession revenait au fils le plus âgé, puis à ses frères, et seulement ensuite à la fille la plus âgée, puis à ses sœurs. Mais l'absence de naissance mâle de 1851 à 1967 a fait que les Pays-Bas n'ont pas eu de roi de 1890 à 2013. 
L'héritier présomptif est actuellement la princesse Catharina-Amalia, née en 2003.